# Noto Soeroto
Raden Mas Noto Soeroto (Jogjakarta, 5 juni 1888 – Solo, 25 november 1951) was een Javaanse journalist, schrijver, cultuuractivist, danser en dichter die in het Nederlands publiceerde. Hij was de eerste Javaanse dichter die in de Nederlandse literatuur werd opgenomen. Door bemiddeling van Frederik van Eeden verschenen veel van zijn gedichten in De Amsterdammer. Het hoogst gewaardeerd werden zijn prozagedichten, waaraan de invloed van Rabindranath Tagore (aan wie hij verschillende studies wijdde) niet vreemd was.

## Leven
Noto Soeroto kwam uit een adellijk milieu: hij stamt uit het in 1813 gestichte Pakoealaman prinsdom, al was zijn vader, Pangeran Ario Noto Dirodjo (1858-1917; zoon van Pakoe Alam V) nooit daadwerkelijk vorst van het rijk geweest. Zelf zal Noto Soeroto altijd nauwe betrekkingen blijven onderhouden met zijn jeugdvriend Soeparto, die in 1916 is aangetreden als Prangwedono (Vorst) van het Mangkoenegaran Rijk.
Noto Soeroto was een voorstander van de "associatie-politiek": Nederlanders en Indonesiërs moesten het beste van elkaars eigenschappen overnemen - de westerse rationaliteit in een oosters hart - om zo te komen tot hogere welvaart in materiële en geestelijke zin (de verwantschap met Tagore is evident). Hij werd, evenals drie broers, door zijn vader naar Nederland gezonden om een universitaire opleiding te volgen. Hij studeerde rechten in Leiden, haalde zijn kandidaatsexamen, maar zou zijn meestertitel nooit behalen. Hij verdiende de kost onder meer als redacteur van het tijdschrift Nederlandsch-Indië Oud en Nieuw en publiceerde in verschillende andere bladen (Bandera Wolanda, Het getij, Wederopbouw, De Gids, Oedaya, De Tijdspiegel). Hij was mede-oprichter en van 1911 tot 1914 voorzitter van de Indische Vereeniging en richtte samen met Louis Petit in 1920 de boekhandel-uitgeverij Adi-Poestaka (Schone Geschriften) op. Hij was actief in de Haagse culturele wereld en nauw bevriend met Ben van Eysselsteijn.
In 1918 trouwde Noto Soeroto met Jo Meijer. Uit zijn verbintenis met Jo Meijer wordt in 1918 zijn eerste zoon Rawindro geboren, in 1922 nog een dochter: Dewatya, in 1928 een zoon: Harindro Dirodjo. Jo, Rawi en Dewi zullen actief worden in het verzet tegen de nazibezetters.
De Indische Vereeniging werd omgedoopt tot Indonesische Vereeniging en zij kwam in steeds sterker nationalistisch vaarwater. Met zijn tijdschrift Oedaya voer Noto Soeroto een veel behoudender koers en hij werd dan ook in 1924 als lid van de vereniging geroyeerd. In 1930 werd hij voorzitter van het Nederlandsch-Indonesisch verbond (NIV), al zou hij dat nog geen jaar blijven. Begin 1932 nam hij weer de boot terug naar Indonesië, zonder zijn gezin. Hij vond een baantje als verzekeringsagent en werkte als particulier secretaris van de prins Mangkoenegara VII in de kraton van Solo.
In de oorlogsjaren onder de Japanse bezetting van Indonesië wordt hij beschouwd als collaborateur met de Nederlandse koloniale macht en gemarteld. Na het overlijden van Mangkoenegoro VII probeert hij zich met journalistiek werk in onder meer De Locomotief in leven te houden, maar hij leidt tot aan zijn dood een armelijk bestaan.

## Werken
- Melatiknoppen (1915)
- De geur van moeders haarwrong (1916)
- Fluisteringen van den avondwind (1917)
- Bloeme-ketenen (1918)
- Lotos en morgendauw (1920)
- De Indische zaal in het Koninklijk Paleis (Noordeinde)'s-Gravenhage (1922)
- Kleurschakeeringen (1925)
- Nieuwe fluisteringen van den avondwind (1925)
- Wayang-liederen (1931)
- Goden, mensen dieren (1956)

Het werk van Noto Soeroto is vertaald in het Javaans, Frans, Engels en Duits, en het werd getoonzet door enkele componisten, onder wie Bernhard van den Sigtenhorst Meyer.

## Trivia
- Indonesië's eerste president Soekarno zou de Indonesische luchtvaartmaatschappij Garoeda die naam hebben gegeven, terwijl hij een regel citeerde uit Noto Soeroto's Wayang-liederen.
- De roman Schimmenspel (1958) van Johan Fabricius is gebaseerd op het leven van Noto Soeroto, al permitteerde Fabricius zich daarbij nogal wat vrijheden.